# Franziska Gude
Franziska Gude (Göttingen, 19 de marzo de 1976) es una exjugadora alemana de hockey sobre césped.

## Trayectoria
Gude tuvo su primera participación olímpica en Sídney 2000. En los Juegos Olímpicos de Atenas 2004 llegó a la final, tras eliminar a China en semifinales, derrotó a Países Bajos, marcando un gol y obtuvo la primera medalla de oro para la selección alemana.